# Aphanisticus emarginatus
Aphanisticus emarginatus är en skalbaggsart som först beskrevs av Olivier 1790.  Aphanisticus emarginatus ingår i släktet Aphanisticus, och familjen praktbaggar. Arten har ej påträffats i Sverige.

## Bildgalleri

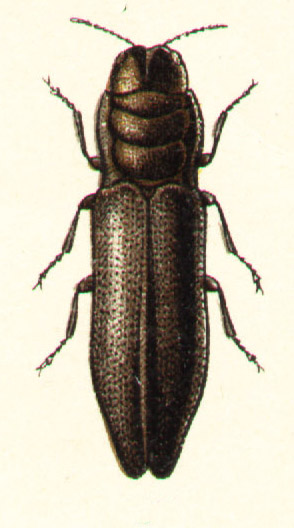
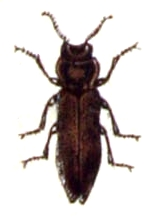